# Felsritzungen von Leirfall

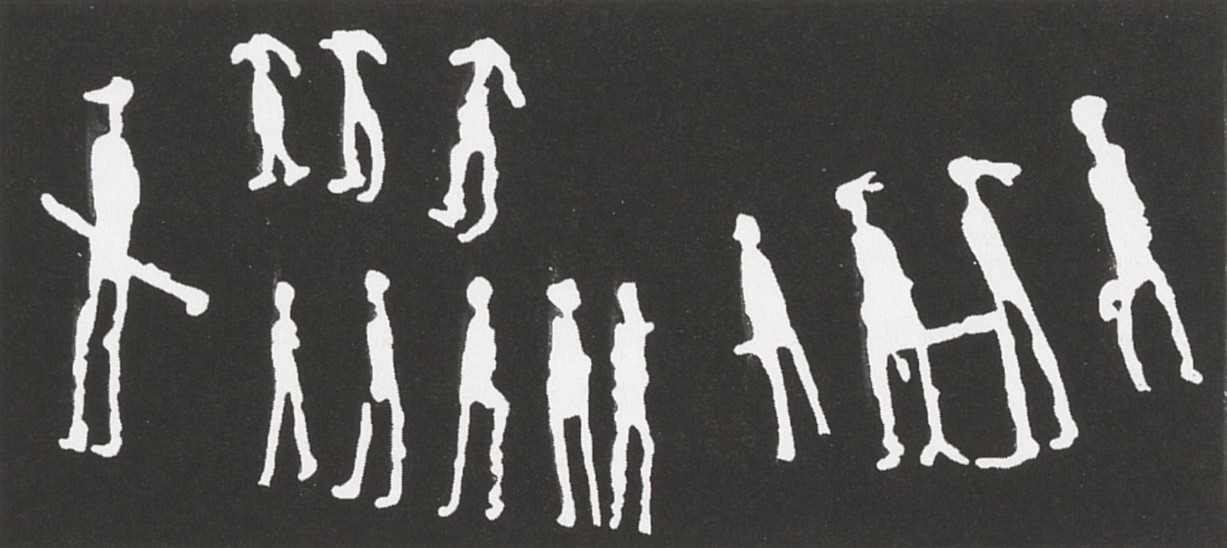
Felsritzungen von Leirfall

Bei den Felsritzungen in Leirfall handelt es sich um Felsritzungen vom Typ der Landwirteritzungen aus der Bronzezeit in Stjørdal, Trøndelag. Die Stätte wurde zwischen 1910 und 1961 entdeckt und ist eine der größten Felskunstsammlungen im Norden mit etwa 900 Figuren.
Basierend auf dem Design unterscheiden die Archäologen zwischen Ritzungen der Jäger und Sammler und denen der Ackerbauern wie die von Leirfall.
Leirfall ist sowohl wegen der großen Anzahl von Figuren als auch wegen der Vielfalt der Motive bemerkenswert. Am bekanntesten ist die Prozession mit 13 menschlichen Figuren und die große Anzahl von Fußabdrücken. Beide werden als Spuren von Ritualen interpretiert. Der Ort hat auch Figuren, die die Boote, Pferde und Sonnen darstellen.
Die Felsritzungen in Leirfall sind Teil eines größeren Netzwerks von Felsritzungen im Stjørdal-Tal.

## Der Ort und das Gefundene

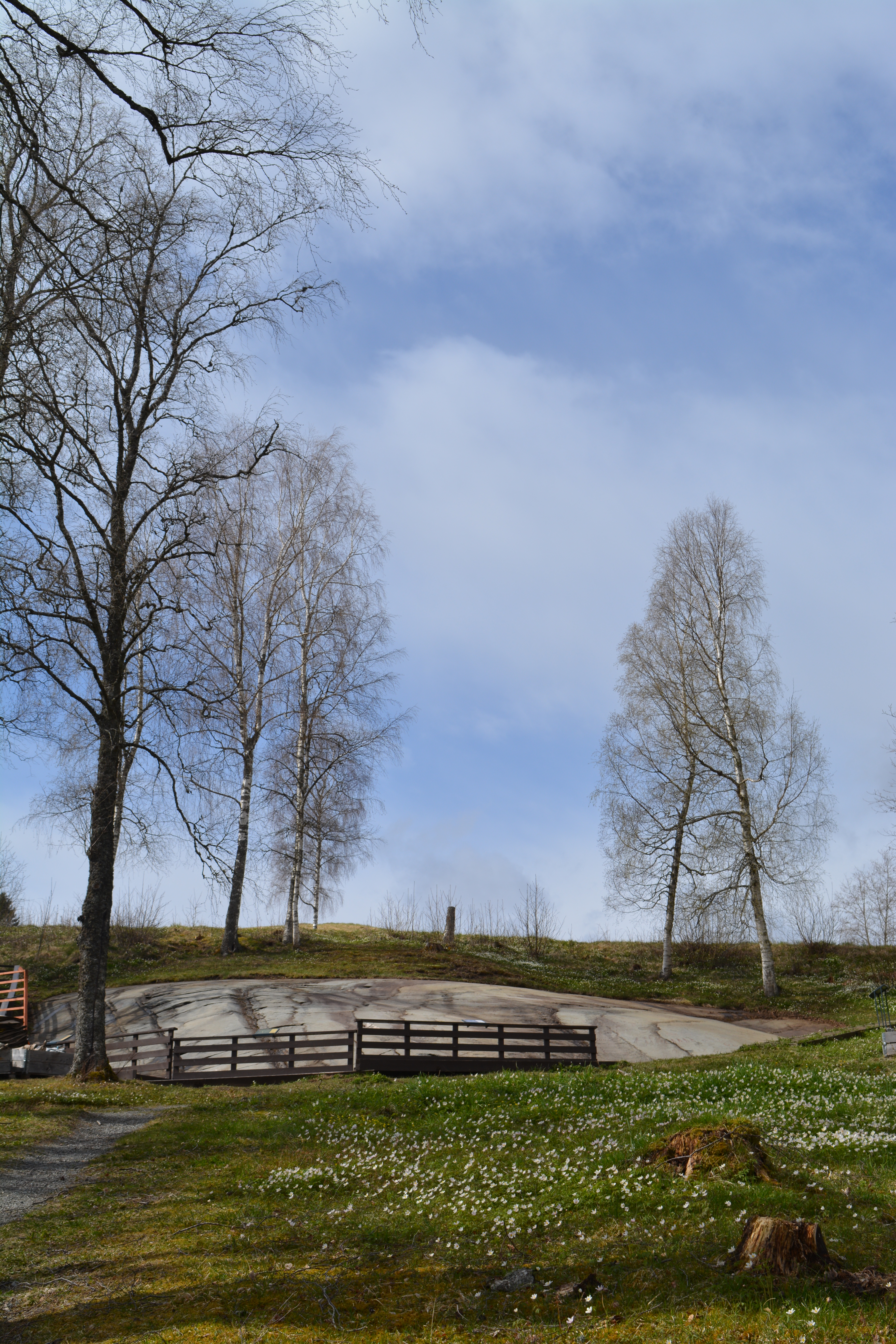
Professor Kalle Sognnes glaubte, dass die Felswände mit den Felsritzungen als Theater oder Bühne verstanden werden können, wo sich ein größeres Publikum sammelte, um bestimmte Rituale zu beobachten.

Die Leirfall-Felder befinden sich auf nach Süden ausgerichteten Felsen entlang von Solemsbekken, auf der Nordseite von Stjørdalselva, in der Nähe der E14. Die Höhe über dem Meeresspiegel der Felder variiert zwischen 35 und 50 Metern.
Das erste der fünf Leirfall-Felder wurde zwischen 1905 und 1910 von Bauern entdeckt und 1923 von Theodor Petersen aus dem Trondheim Universitätsmuseum erforscht. Leirfall 2 wurde 1947 entdeckt.
Das dritte Feld, das Hauptfeld, wurde 1951 entdeckt. Dieses Feld wurde von 1957 bis 1959 von Freiwilligen freigelegt. 1961 wurden zwei kleinere Felder entdeckt.
Die Leirfall-Felder wurden in den Jahren 1965–67 von Professor Sverre Marstrander vom Trondheim Universitätsmuseum erforscht. Seine Forschungsergebnisse wurden nach seinem Tod von Professor Kalle Sognnes veröffentlicht.
Die Leirfall-Felder werden oft in archäologischen Büchern erwähnt, unter anderem wegen ihrer Größe, weil sie Teil des größeren Petroglyphensystems in Stjørdalen sind und wegen der bekannten Prozessionsgruppe.

## Beschreibung der Figuren

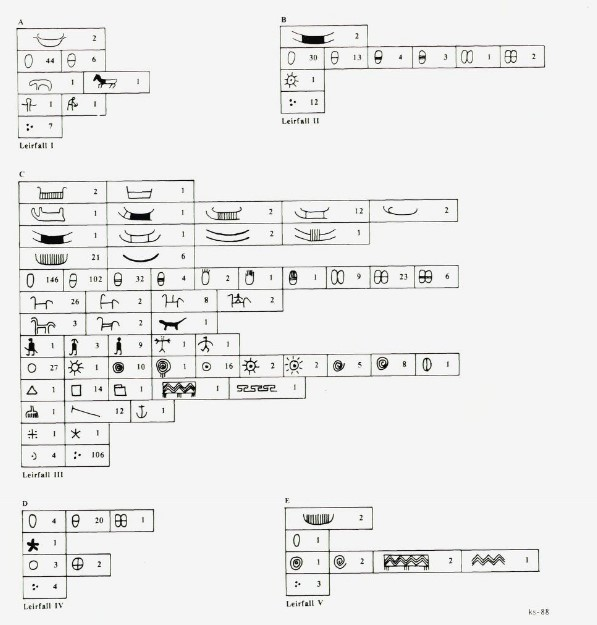
Ein Überblick über die Figurentypen in den fünf Leirfall-Feldern; gezeichnet von Kalle Sognnes.

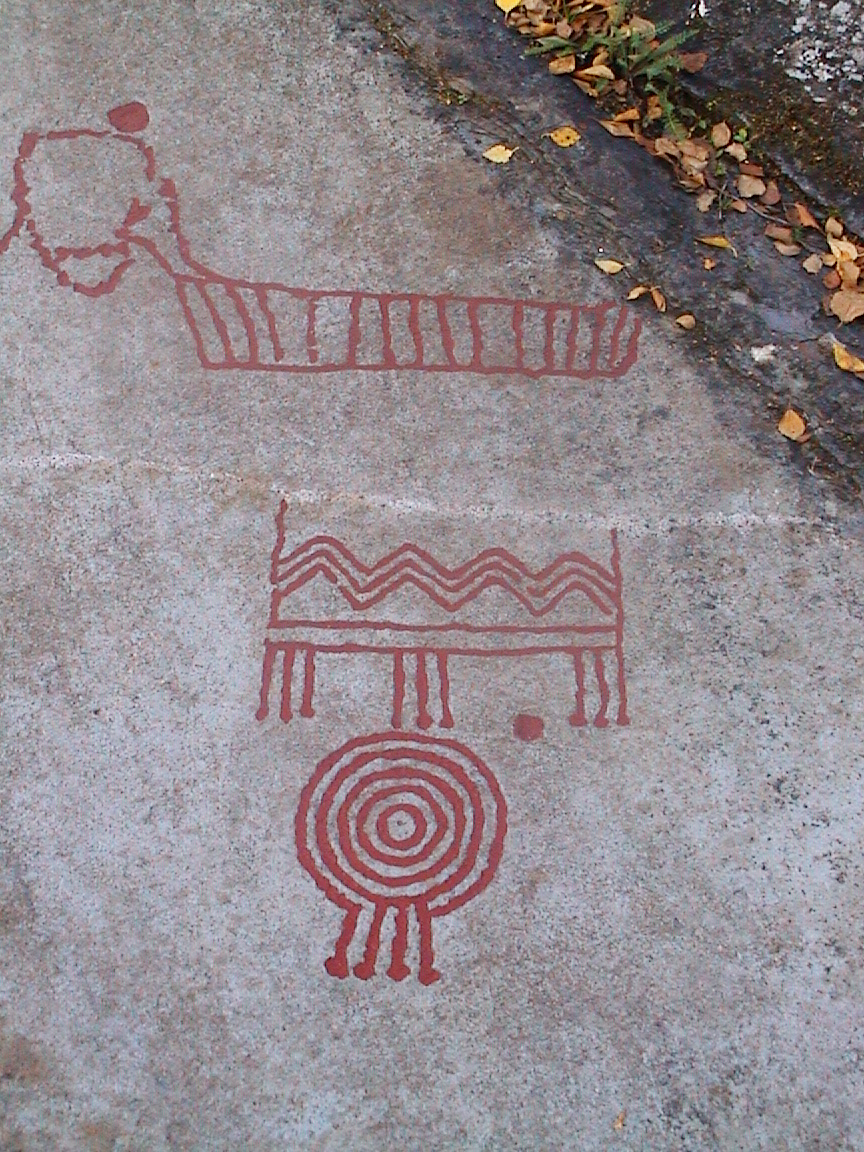
Einige der Figuren in Leirfall, z. B. diese aus Feld 3, haben Motive, die sonst nur in Grabstätten zu finden sind.

- Leirfall 1 hat etwa 80 Figuren, hauptsächlich Fußabdrücke.[2][14]
- Leirfall 2 hat 74 Figuren, fast nur Fußabdrücke.[2][14]
- Leirfall 3 ist das Hauptfeld. Hier befindet sich die Prozessionsgruppe. Die Felsoberfläche misst 20 × 5 Meter und hat mehr als 650 Figuren, die in fünf Gruppen unterteilt sind. 77 % der Figuren sind Fußabdrücke,[2] aber es gibt auch 50 Bootsfiguren und 40 Pferdefiguren. 1980 beschrieb Marstrander dieses Feld als „die bedeutendste Felsritzungsentdeckung, die seit 1945 in Norwegen gemacht wurde“.[15]
- Leirfall 4 ist ein kleines Feld mit 35 Fußabdrücken.[2][6]
- Leirfall 5 ist ein kleines Feld mit nur 12 bekannten Figuren.[2][6]

Kalle Sognnes hat 13 verschiedene Bootstypen unter den Leirfall-Felsritzungen gefunden. Die Menschen an Bord der Boote sind hauptsächlich als „manskapsstreker“ (einfache Linien, die die Besatzung des Bootes darstellen) beschrieben, aber einige der Figuren haben ein mehr entwickeltes menschliches Aussehen. Mehrere der Boote weisen Vorsprünge auf, die in Tierköpfen enden. Es wird angenommen, dass es sich hier um Pferdeköpfe handelt, was auf einen Brauch hinweist, die Boote während der Zeremonien zu schmücken.
Die dreizehn menschlichen Figuren werden als Prozessionsgruppe gedeutet. Die vordere Figur ist doppelt so groß wie die anderen, ist die einzige, die ein Schwert trägt. Professor Sognnes hat darauf hingewiesen, dass keine der Menschenfiguren Arme haben, und glaubte, dass dies irgendwelche Bedeutung haben müsse. Vielleicht bedeuteten die fehlenden Arme, dass die abgebildeten Menschen tot waren. Sognnes stellt die Theorie auf, dass diese Figuren in dieser Prozessionsgruppe den Endpunkt tatsächlicher Prozessionswanderungen gewesen sein könnten.
Einige der Figuren in Leirfall und an der nahe gelegenen Petroglyphensammlung bei Bjørnstad sind wellenförmige Linien, die Sognnes als Phosphenen und als Spuren eines schamanistischen Glaubens interpretiert hat.
Es gibt auch rechteckige Figuren, die in Gruppen und Systemen auftauchen und als Landkarten der nahe gelegenen Ackersysteme interpretiert werden.

## Überblick und Interpretationen

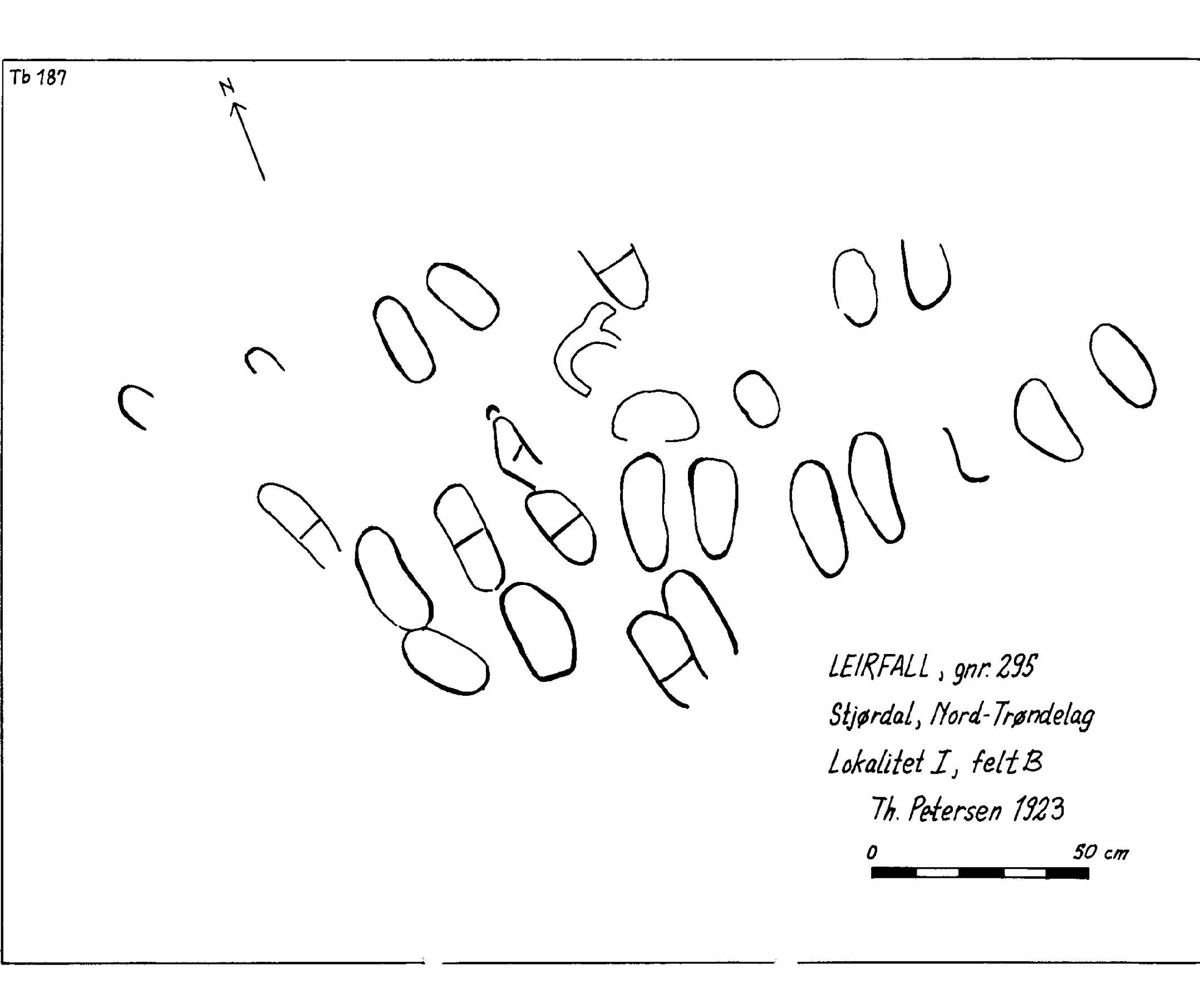
Sognnes schrieb, dass eine mögliche Interpretation der Fußabdrücke darin besteht, dass sie rituelle Wanderungen zu und über die Felsen darstellen.

Aufgrund seiner Einschätzung des Stils der Petroglyphen in Leirfall datiert Professor Marstrander die Figuren in „die gesamte Bronzezeit“ (1700–500 f.Kr.) Nach seiner Analyse stammen die ältesten Bootstypen aus der frühen Eisenzeit, während die Reiterfiguren aus der späten Bronzezeit stammen. Das deutet darauf hin, dass Leirfall über viele Jahrhunderte hinweg ein wichtiger Ort für Religion und Gemeinschaft war.
Die Felsritzungen in Stjørdal aus der Bronze- und Eisenzeit (einschließlich Leirfall) treten in Gruppen von 2–8 Standorten auf. Zwischen den Gruppen liegen ca. 2 Kilometer Abstand. Dies könnte bedeuten, dass bronzezeitliche Felsritzungen und heilige Stätten mit einzelnen Siedlungen verbunden waren und dass jede Familie/Gruppe ihre Felswand mit Petroglyphen hatte, wo sie ihre Rituale durchführen konnten.
Die Bootsfiguren sind auf verschiedene Weise gedeutet worden: sowohl als Zeichen der tatsächlichen Seefahrt als auch als Hinweis auf Bestattungsrituale, bei denen die Seele des Verstorbenen mit dem Boot in das Reich der Toten reisen musste. Eine dritte Theorie besagt, dass das Boot die Sonne durch Tag und Nacht trägt.

### Fußabdrücke
Fußabdruck-Ritzungen sind in der nordischen Felskunst ungewöhnlich, treten jedoch in Stjørdal in großen Mengen auf. Hier machen sie 20 % der Petroglyphen-Figuren aus. Leirfall ist eines der Felder mit den meisten Fußabdrücken.
Diese Fußabdrücke werden oft durch eine Linie geteilt, die die Grenze zwischen Ferse und Fußsohle markiert. Dies bedeutet wahrscheinlich, dass die damaligen Lederschuhe mit einem Band, das um den Fuß und den Knöchel gewickelt wurde, befestigt waren. Fußabdrücke sind in der Geschichte der Archäologie auf unterschiedliche Weise interpretiert worden: als Symbol für Götter, Verstorbene, Eigentum oder Macht/Machthaber. Professor Sognnes behauptet, es sei schwierig, sie hier in Leirfall als Symbol für Götter oder Machthaber zu interpretieren, da es insgesamt Hunderte von Fußabdrücken gibt.
Laut Nilsen können die Fußabdrücke als Unterschriften einzelner Personen interpretiert werden. Sognnes hat die Theorie aufgestellt, dass es sich bei den Fußabdrücken um Spuren einer rituellen Wanderung an verschiedenen Themenstationen vorbei handeln könnte. Eine Geschlechtsverkehrsszene in Feld 2 könnte laut dieser Interpretation ein Symbol für eine „heilige Hochzeit“ sein, ein Ritual der damaligen Fruchtbarkeitsreligion. Andere Stationen auf der Wanderung könnten mit Tod und Begräbnis sowie mit der Initiierung neuer Verantwortungsträgern verbunden sein.
Sognnes nahm die Leirfall-Felder als ein einheitliches und bewusst komponiertes System von Bergkunst wahr, bei dem die kleineren Felder in die Richtung des Hauptfeldes zeigen, zum Beispiel durch die Richtung der Fußabdrücke. In einem Artikel in der Zeitschrift Viking diskutierte Sognnes, ob Leirfall im Zusammenhang mit Fruchtbarkeitsritualen oder Beerdigungsriten verwendet wurde. Er wies darauf hin, dass die Felswand über einen langen Zeitraum hinweg besucht und benutzt wurde und dass wahrscheinlich viele Jahre vergingen, bis neue Figuren in die Felswand geritzt wurden. Dies deutet darauf hin, dass die Felsritzungen eher während Beerdigungen als während jährlichen Fruchtbarkeitsritualen genutzt wurden.
Sognnes glaubte, dass die Felswände mit den Felsritzungen als Theater oder Bühne verstanden werden können, wo sich ein größeres Publikum sammelte, um bestimmte Rituale zu beobachten. Dies unterstützt die Vermutung, dass die Figuren tatsächliche Prozessionen und Rituale darstellen, die hier stattfanden.

## Die Umgebung heute

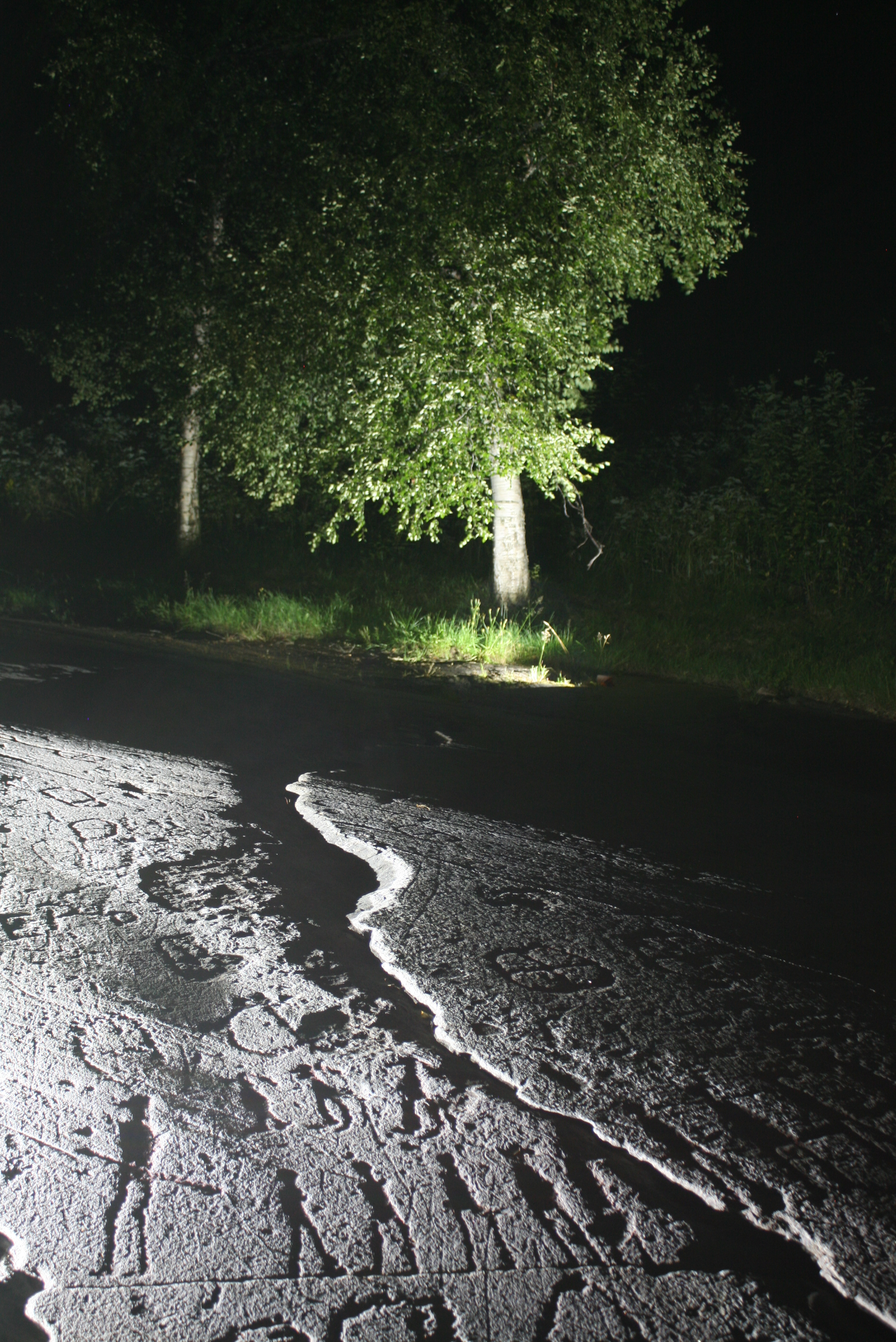
Leirfall bei Nacht.

Leirfall ist seit 1972 im Besitz des Staates. Das Gelände ist gut ausgeschildert und bietet Parkmöglichkeiten.